# Camponotus difformis
Camponotus difformis é uma espécie de inseto do gênero Camponotus, pertencente à família Formicidae.